# Helen Shepherd

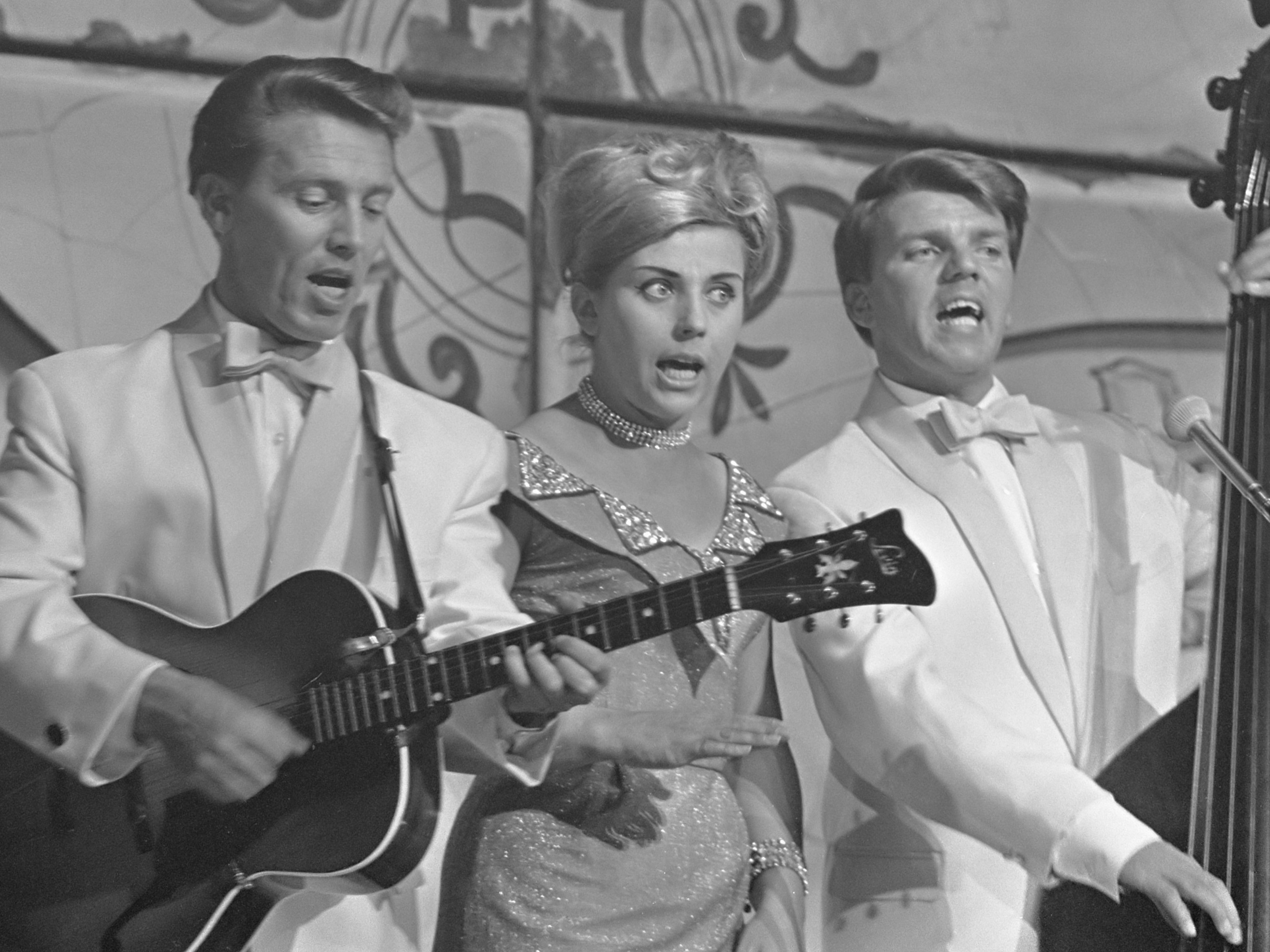
The Shepherds (1965)

Helen Shepherd, artiestennaam van Helena Cornelia (Lenie) Schaap (IJmuiden, 23 november 1939 – aldaar, 10 september 2018), was een Nederlandse zangeres. Ze maakte naam als solozangeres en als lid van het trio The Shepherds, samen met haar broers Nico (contrabas) en Jan (gitarist) Schaap. De laatste veranderde zijn naam in John.

## Loopbaan
Helen Shepherd voltooide onder andere bij de zangpedagoge Coby Riemersma een klassieke opleiding van vijf jaar. Maar haar voorkeur ging uit naar de lichte muziek. Ze trad vanaf 1963 op met haar broers Nico en John - en het orkest van Ted Powder - waarmee ze door heel Europa toerden. Ted Powder kondigde hen aan als The Shepherds.
Helen trad ook solo op. Zo zong zij op 5 februari 1966 het liedje Wereld tijdens de Nationale Finale van het Songfestival. Haar solo-optreden was min of meer noodgedwongen: het festivalreglement stond tot in de vroege jaren 70 geen optredende groepen toe. Daarom stond Helen voor het voetlicht met haar broers als achtergrondzangers. Ze moest het echter afleggen tegen Milly Scott en eindigde als derde.
Bekend zijn The Shepherds geworden met het semi-religieuze lied Dank U voor deze nieuwe morgen, waarvan duizenden singles zijn verkocht. Hiermee maakten zij hun debuut bij platenmaatschappij EMI in Heemstede. Na 5 jaar bij EMI kregen zij alle drie een gouden ring uitgereikt, gegraveerd met het His Master's Voice-logo, het bekende hondje met de grammofoon.
The Shepherds hadden meer in hun mars. Aan het internationale repertoire voegden zij door hen in een nieuw jasje gestoken eeuwenoude Nederlandse volksliedjes toe, onder andere titels als Merck toch hoe sterck en In naam van Oranje doe open de poort. Hun lp Komt vrienden in den ronde werd een hype. Bijna wekelijks verschenen zij op televisie en traden zij op in liveprogramma's voor het huwelijk van Prinses Beatrix en Prins Claus, de verloving van Prinses Margriet en de geboorte van Prins Willem-Alexander. Meer lp's volgden.
René Sleeswijk nodigde hen in 1965 uit voor zijn grote show, de Snip en Snap revue in Carré. Twee seizoenen lang vierden ze daar triomfen. Later volgde bekendheid in Frankrijk, Engeland, Japan en de Verenigde Staten. De twee broers maken met hun moeder als Moe Shepherd met Nico en John in 1971 een lp, Lief en leed, met Nederlandstalige traditionals. In oktober 1975 kwam er een einde aan het bestaan van de originele Shepherds.
Helen had als leading lady naast Willy Walden, Piet Muijselaar en Louis Dusée in Carré bewezen over theaterbloed te beschikken. Het stelde haar in staat een solocarrière te starten in de Sleeswijk revue. Maandelijks trad ze op in het KRO-programma Kom eens langs en bracht de lp This is my song uit. Als zangeres-gastvrouw op de grote cruise-schepen werd ze bovendien de meest bevaren zangeres van Nederland.
Vanaf 1976 tot einde jaren negentig gaan Helen en John toch weer aan de slag, met bassist Onno de Jong, onder de naam The New Shepherds. Broer Nico was afgehaakt. Hij raakte aan lager wal en overleed uiteindelijk op 20 juli 1999, 67 jaar oud.
In 1992 werd ook Helen Shepherd gedwongen het wat rustiger aan te doen, hoewel ze nog wel haar zangstem verleende aan de liedjes op de Nederlandstalige versie van het luisterboek van Walt Disney's Bambi, verteld door Piet Ekel. In 1995 overleed Moe Shepherd (Maria Schaap-Plug).
Als duo gaan Helen en John in 2001, na een periode van rust, toch weer optreden via de Peacock Foundation. Hun doelgroep betreft dan voornamelijk Noord-Hollandse verzorgings- en verpleegtehuizen. In 2003 verschijnt er ook nog een album, Kerstboomkaarsjes, met daarop opnamen van de eerder uitgebrachte kerst-lp "Eens werd geboren" uit de jaren 60, aangevuld met een aantal bonustracks. Datzelfde jaar ontvangen Helen en John het ere-burgerschap van de gemeente Velsen door burgemeester Cammaert.
Ook presenteerde Helen wekelijks op donderdag een radioprogramma (Koffieradio) voor de regionale omroep Seaport FM.
Broer John Shepherd kreeg de ziekte van Alzheimer en overleed op 18 november 2016 op 87-jarige leeftijd in Haarlem.
Op maandag 12 augustus 2008 werd Helen getroffen door een hersenbloeding. De bloeding trof vooral het spraakgedeelte. Ze kon nog wel praten, al zocht ze voortdurend naar woorden. Het lopen ging steeds moeizamer. Zingen was uitgesloten. Haar radioprogramma werd overgenomen door collega Astrid Nijgh.
Op maandag 10 september 2018 overleed Helen Shepherd op 78-jarige leeftijd in verzorgingshuis Velserduin in IJmuiden.
- MusicBrainz: 38c7cf29-8bbd-4c0a-9918-45bf3dcf12fe
- Nederlandse Thesaurus van Auteursnamen: 100723209
- Virtual International Authority File: 282701629
- WorldCat: E39PBJhtbKW4fctT4MMMVYR7pP